# Nannotettix pehlkei
Nannotettix pehlkei är en insektsart som beskrevs av Max Beier 1960. Nannotettix pehlkei ingår i släktet Nannotettix och familjen vårtbitare. Inga underarter finns listade i Catalogue of Life.